# Подбранч
Подбранч (слч. Podbranč) насељено је мјесто са административним статусом сеоске општине (слч. obec) у округу Сењица, у Трнавском крају, Словачка Република.

## Становништво
| Година:    | 1994. | 2004.    | 2014.   | 2024. |
| ---------- | ----- | -------- | ------- | ----- |
| Број људи: | 745   | 645      | 600     | 606   |
| Разлика:   |       | -13,42 % | -6,97 % | +1 %  |

| Година:    | 2023. | 2024.   |
| ---------- | ----- | ------- |
| Број људи: | 613   | 606     |
| Разлика:   |       | -1,14 % |

Према подацима о броју становника из 2024. године насеље је имало 606 становника.